# Ordre de bataille soviétique pour l'invasion de la Pologne en 1939

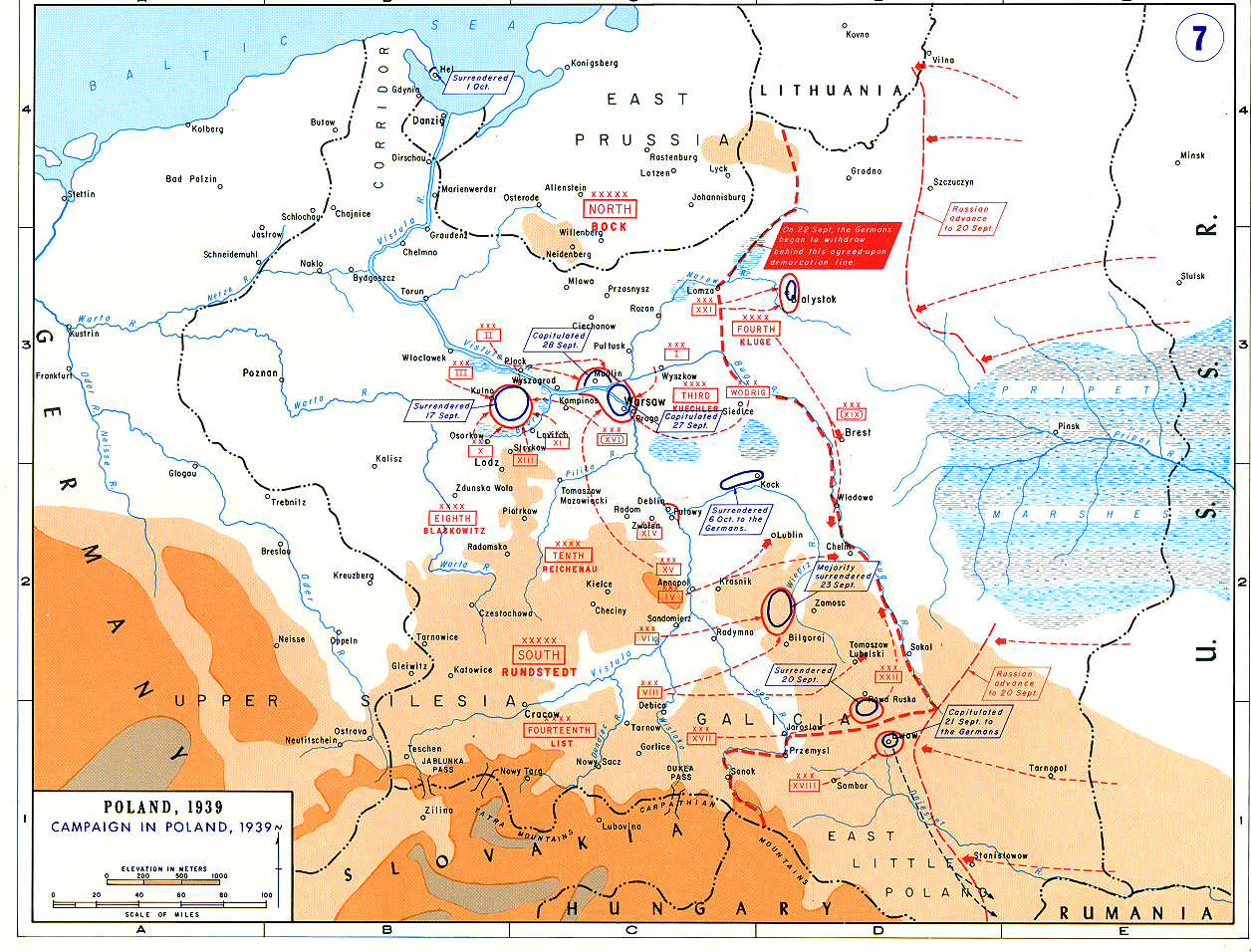
Carte de la Pologne centrale avec le siège de Varsovie (en haut au milieu). Situation après le 14 septembre 1939 — la carte donne également des informations sur le placement et les mouvements de certaines troupes soviétiques.

L'ordre de bataille soviétique pour l'invasion de la Pologne en 1939 détaille les principales unités de combat déployées pour l'invasion soviétique surprise de la Pologne le 17 septembre 1939. En rejoignant la campagne que les Allemands ont déjà lancé quelques jours plus tôt, les Soviétiques, préparés au combat en secret, rencontrent une résistance relativement limitée. Plusieurs escarmouches entre les forces allemandes et soviétiques ont lieu, mais aucun des deux gouvernements n'est prêt à déclencher un conflit plus vaste, et ceux-ci furent bientôt qualifiés de « malentendus ». 
Comme les Allemands, les Soviétiques emploient deux axes offensifs principaux, chacun géré par un front. Chaque commandant du front dispose d'un groupe mobile de forces constitué de cavalerie et de troupes mécanisées ; un précurseur des groupes mécanisés de cavalerie de la Seconde Guerre mondiale.
Les effets de la purge sont visibles dans les rangs des commandants dans l'ordre de bataille, avec un seul commandant d'armée servant au grade approprié du Komandarm (en), en l'occurrence la 2e classe (Komandarm de 2e rang, russe : командарм 2 ранга), le reste servant au rang de commandant (russe : комкор, комдив) de corps (Komcor) et de division (Komdiv).

## Front biélorusse
Pour les articles homonymes, voir Front biélorusse.
Komandarm de 2e rang Mikhaïl Kovalev
| 3e armée Komkor Vassili Kouznetsov 4e corps de fusiliers 27e division de fusiliers 50e division de fusiliers Groupe Lepelska 5e division de fusiliers 24e division de cavalerie 22e brigade blindée 25e brigade blindée 11e armée Komdiv Nikifor Medvedev (ru) 16e corps de fusiliers 2e division de fusiliers (ru) 100e division de fusiliers 3e corps de cavalerie 7e division de cavalerie 36e division de cavalerie 6e brigade blindée | Groupe mécanisé de cavalerie de Dzerjinsk Komkor Ivan Boldine 5e corps de fusiliers 4e division de fusiliers 13e division de fusiliers 6e corps de cavalerie 4e division de cavalerie 6e division de cavalerie 11e division de cavalerie 15e corps de chars 2e brigade blindée 21e brigade blindée 27e brigade blindée 20e brigade de fusiliers motorisés | 10e armée Komkor Ivan Zakharkine (en) 11e corps de fusiliers 6e division de fusiliers 33e division de fusiliers 121e division de fusiliers 4e armée Komdiv Vassili Tchouïkov 8e division de fusiliers 29e brigade blindée 32e brigade blindée 23e corps de fusiliers 52e division de fusiliers Flottille du Dniepr |

## Front ukrainien
Secteur sud couvert du front polonais
Komandarm de 1er rang Semion Timochenko
Chef d'état-major, Kombrig (en) Nikolaï Vatoutine
| Groupe d'armée Chepetivka Komdiv Ivan Sovetnikov 15e corps de fusiliers 45e division de fusiliers 60e division de fusiliers 87e division de fusiliers 8e corps de fusiliers 44e division de fusiliers 81e division de fusiliers (ru) 36e brigade de chars légers | Groupe d'armées de Volotchysk Komkor Filipp Golikov 2e corps de cavalerie (en) 3e division de cavalerie 5e division de cavalerie 14e division de cavalerie 24e brigade de chars légers 17e corps de fusiliers 96e division de fusiliers 97e division de fusiliers 10e brigade de chars lourds 38e brigade de chars légers | Groupe d'armée Kamianets-Podilskyï Komandarm Ivan Tioulenev 13e corps de fusiliers 72e division de fusiliers 99e division de fusiliers Groupe du front de cavalerie 4e corps de cavalerie 32e division de cavalerie 34e division de cavalerie 26e brigade indépendante de chars légers 5e corps de cavalerie (en) 9e division de cavalerie 16e division de cavalerie 23e brigade indépendante de chars légers 25e corps de chars 4e brigade de chars légers 5e brigade de chars légers 1re brigade de fusiliers motorisés |